# Deus Ex: Invisible War
『Deus Ex: Invisible War』（Deus Ex 2, DX2）はIon Stormが開発し、アイドス・インタラクティブが販売したゲーム。2000年を代表するゲームとして絶賛された『Deus Ex』の続編であり、2003年12月2日にWindows版とXbox版が同時に発売されている。日本国内においては2004年6月17日に日本語版が発売されたが、Xbox版のみでWindows版は発売されなかった。

## 解説
本作は、前作『Deus Ex』の20年後の世界を描いており、プレイヤーはプレイヤーはTarsus Academyの訓練生、アレックス・デントンとして行動し、世界を大きく変えようと企む組織の存在とかかわりあいながら物語を進めることとなる。
世界観は前作の3つのエンディングのその後を合わせたようなものになっており、本作の主人公も、前作の主人公に関連した設定となっている。

## ゲームプレイ
『Invisible War』では、壮大で深いストーリーによるゲーム進行などの、前作Deus Exで見られたゲームプレイの特徴がほぼそのまま残されている。プレイヤーは自分の好みにしたがって、自由に戦闘スタイルを選べるが、戦闘を重視せずに直接対決や暴力の行使を避けて進むというスタイルを選択することもできる。
『Invisible War』ではより自由なゲームプレイが可能になった。プレイヤーは達成すべき目的をどんな順番でこなしてもいいし、途中で新しい目的を発生させても構わない。
また、キャラクター生成時のオプションはより簡素化され、性別や肌の色、難易度の選択のみになった。性別はわずかにストーリー進行に影響を与えるが、基本的には単に外見を選択するためのオプションになっている。
Ion Stormは一作目のストーリー進行の形を洗練することに焦点を当てた開発を行い、プレイヤーがより自由にストーリーを選択できるようにするために、ストーリーの収束点の多くをストーリー選択の場面に置き換えた。これによってプレイヤーは特定の組織のために戦えるようになり、その選択から新しいストーリーが展開するようになった。また、ゲーム中のいくつかの時点では、プレイヤーはどの組織のために戦うのかを必ず選択しなければならない。
ゲームの序盤で登場する組織は二つだけだが、その後より多くの組織と接触することになり、組織への協力を要請される。
それぞれの組織からの依頼は平行して進めることが可能なので、それぞれの依頼の内容を比較してから達成する依頼を選ぶこともできる。また、依頼を達成した時点で組織へ協力したことになるため、達成困難な依頼を諦めて別の依頼に切り替えるようなことも気軽に行える。

### ユーザーインターフェース
『Invisible War』ではインターフェースは使いやすく一新された。新しいインターフェースでは、メニューの列を出してゲームプレイを中断させる代わりに、網膜上のオーバーレイとして情報を表示する形に統合されている。これはAlexの眼に組み込まれたナノデバイスによる表示を表現したものなので、画面の上に丸みを帯びたデザインで常時表示される。このオーバーレイは、現在選択しているアイテムや、使用しているアイテムなどを円形に並べた形で表示するほか、選択している武器、選択しているbiomodアビリティ、biomodのためのエネルギー残量、体力、明るさ、方向を表示する。
もう一つの違いは、全てのアイテムがインベントリのスロットを一つだけ消費するようになったという点。これにより、新しいアイテムを入手するたびにゲームを中断してジグソーパズルを解く必要はなくなった。
また、死体や気絶した人間からアイテムを入手するときのポップアップは廃止され、キャラクターは意識を失うと所持品を全て床に落とすようになった。これによって『Deus Ex』で見られた、要るものと一緒に要らないものまで拾ってしまうという問題が解決されている。

## ストーリー
『Deus Ex』から20年後の2072年、シカゴにあるTarsus Academyがテロリストによる攻撃を受け、その際用いられたナノマシン起爆装置によってシカゴの町は完全に崩壊した。
訓練生アレックス・デントンを含む生存者たちはやむを得ずSeattle本部へ避難する。ところが、彼らがSeattleへ到着してしばらくすると、Seattle本部もまた何者かによって襲撃されてしまう。
そして、アレックスはTarsusやそれに関わる他の組織の秘密を探ることにし、それらの組織にかかわりあうことになった。

## 登場人物
アレックス・デントン
本作の主人公である、Tarsus Academyの訓練生。
プレイヤーのキャラクターメイキングにより、性別・容姿が異なる。
Her Holiness
本名：Nicolette DuClare。The Orderの代表を務める謎の女性。
Chad Dumier
WTOの代表を務める人物

## 組織
Tarsus Academy
アレックスが訓練生として所属する組織。
The Order
全世界の宗教組織が統合されたもので、裏社会の住人、環境保護論者、テロリストとしての側面も持つ。真のバランスを魂へもたらす「融合」を目指しているが、それが実際に何を指しているのかはそれぞれのメンバーに違いが見られる。
World Trade Organization（WTO）
Silhouetteと呼ばれるテロリスト組織を基にした、国際的な貿易企業連合。
The Omar
Blackmarket Biomodのような違法な商品の売買によって、高額な収益を得ることを目的とする商人たちの秘密のネットワーク。政治への関心は必ずしも高いわけではない。
Templar
テンプル騎士団。前作でJoseph Manderleyによってメンバーの大半を殺された挙句、金塊を奪われた。また、Biomodに対する深い恨みを抱いている。

## 評価
西川善司はGame Watchに寄せたコラムの中で、「キャラクターメイキング機能と、『プレイヤーが主人公に自分の考えや判断を反映させる』プレイスタイルを可能とする点で、『Deus Ex: Invisible War』は本当の意味でのロールプレイングゲーム作品である」と評した。